# Promobot
Promobot — робототехническая компания, зарегистрированная в 2015 году в Перми студентами Олегом Кивокурцевым, Максимом Утевым, Игорем Еремеевым и предпринимателем Алексеем Южаковым. Производит автономных сервисных роботов, ведёт разработки в области мехатроники, электроники, распознавания лиц и речи.
Экспортируя «самого известного робота России» в 42 страны мира и являясь обладателем звания «Компания-экспортёр года», «Промобот» является крупнейшим представителем в своей нише на территории России, Северной и Восточной Европы. Резидент инновационного центра «Сколково» с 2015 года.

## История
Проект Promobot стартовал в 2013 году, когда студенты Пермского политехнического университета Олег Кивокурцев и Максим Утев и аспирант электротехнического факультета того же учреждения Игорь Еремеев создали робота-снегоуборщика. В дальнейшем робота приобрёл покупатель из Чехии за 3000 $.
Вскоре после первой сделки к проекту подключился серийный предприниматель и бизнес-ангел Алексей Южаков, который вложил в проект 10 000 $. Южаков направил команду в индустрию сервисной робототехники. Инженеры сняли гараж на окраине Перми, где из заказанных в Китае и купленных на металлорынке запчастей они собрали первого промобота и разработали систему распознавания лиц и лингвистическую базу на основе открытых кодов. В течение трёх месяцев предприниматели получили ещё 10 заказов от торговых сетей, что принесло им 100 000 $. Южаков выходил на корпорации, а Кивокурцев работал с малым бизнесом.
В 2014 году проект Promobot победил в конкурсе GenerationS от «Российской венчурной компании» в номинации Industrial, а затем — в конкурсе Startup Village в Сколкове, где призом была поездка на конкурс SLUSH в Хельсинки.
В 2015 году проект образует юридическое лицо: общество с ограниченной ответственностью «Промобот». В 2016 году «Промобот» снял помещение площадью 600 м² на территории технопарка в Перми. Штат предприятия расширился до 50 человек: программистов, сборщиков, электронщиков, инженеров и лингвистов. Компания начала экспорт в Ирландию и Чехию, до конца года заключила контракты с партнёрами из 11 стран. В этом же году компанию поддержал Фонд развития интернет-инициатив, инвестировав в неё 2 500 000 $.
В 2017 году компания увеличила производство в два раза. В 2018 году вышло четвёртое поколение Promobot, а география поставок расширилась до 33 стран. Сервисных роботов Promobot используют в Армении, Испании, Швеции, Германии, Швейцарии, Латвии, Чехии, Румынии, Австрии, Ирландии, Великобритании, Казахстане, Турции, Омане, ОАЭ и других странах.

## Владельцы
По данным на 2019 год, владельцами Promobot являются «ФРИИ Инвест» (29 %), председатель совета директоров Promobot Алексей Южаков (22,8 %), Олег Кивокурцев (5,5 %), технический директор Игорь Еремеев (8,5 %), главный конструктор Максим Утев (5,5 %), операционный директор Максим Чугунов (3,2 %) и бизнес-ангелы Евгений Плужник (11,5 %) и Григорий Бубнов (14 %).

## Продукция
Сервисные роботы «Промобота» собираются в Перми, в технопарке Morion. Каждый робот на 80 % состоит из деталей российского производства. В планах Promobot — до 2035 года разработать человекоподобного робота.

### Promobot

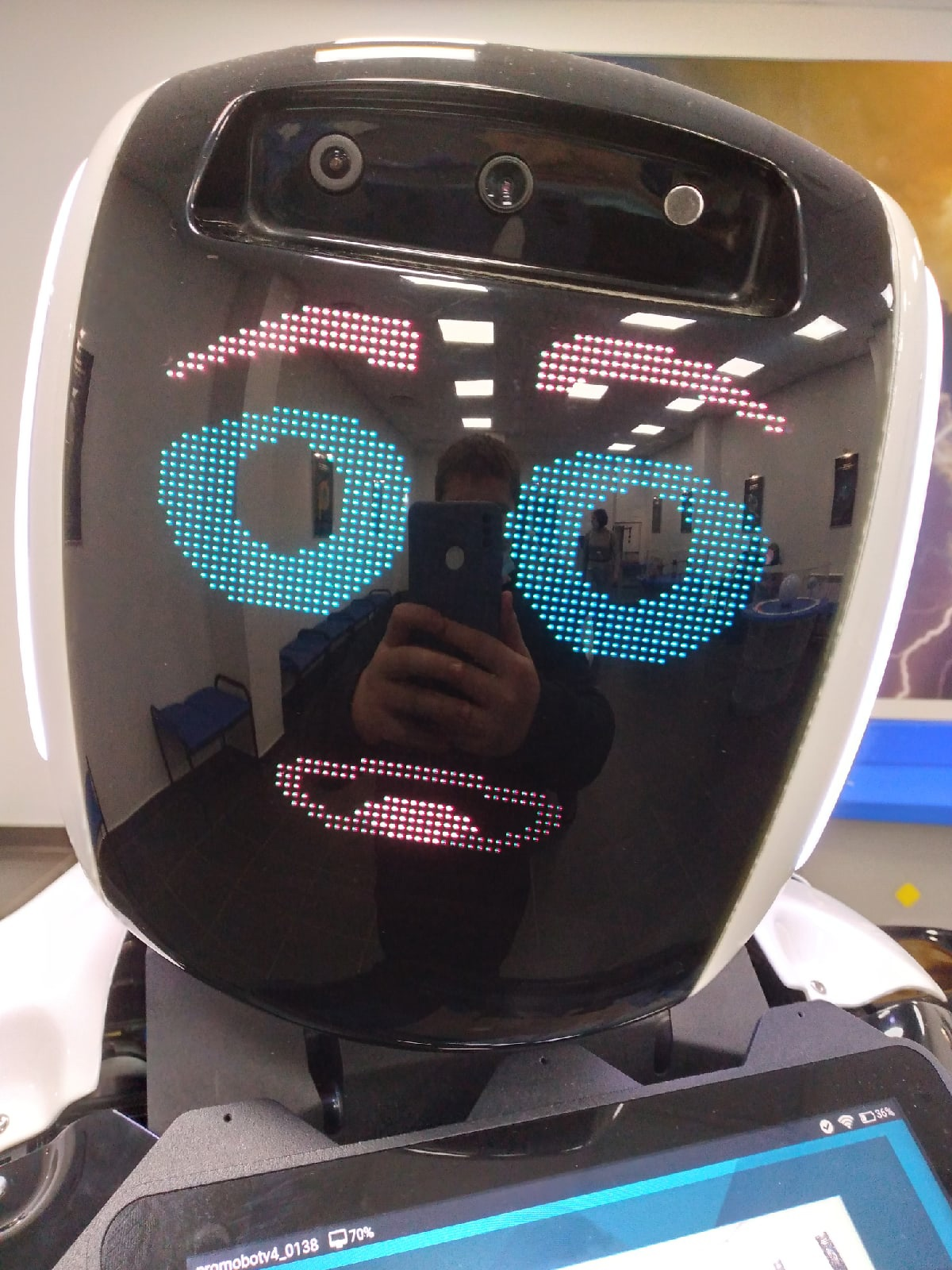
Голова "Промобота"

Автономный сервисный робот, представляющий собой универсальную робототехническую платформу с SDK для сторонних разработчиков, с возможностью создания моделей знаний для систем искусственного интеллекта. В первой версии использовал программы распознавания лиц и речи от Visionlabs, Google и «Яндекс», начиная с версии 4.0 использует собственные программные разработки компании. Представителем этой серии является, например, робот Алантим.

### Robo-C
Человекоподобный робот-компаньон, при создании которого заказчик может выбрать лицо любого реального человека. Не умеет ходить. Лицо робота состоит из 18 движущихся частей, что даёт ему 36 степеней свободы.
Первый робот серии Алекс получил лицо Алексея Южакова и был представлен в 2019 году на форуме Skolkovo Robotics. Его создателями, помимо сотрудников «Промобота», стали специалисты дальневосточного офиса компании.

### Promobot Control
Роботизированный терминал учёта посетителей, выдачи пропусков и измерения температуры. Измерение происходит за 8 секунд, выдача пропуска — за 30 секунд. Терминал исключает контакт человека с человеком и автоматически регистрирует результаты измерения температуры, что позволяет ограничить вход в здание потенциальных носителей вирусных заболеваний.

### Promobot Scanner
Программно-аппаратный комплекс для оптимизации документооборота, созданный Promobot совместно с разработчиком алгоритмов компьютерного зрения российской компанией Smart Engines и её программы Smart IDReader. Для экспорта данных реализована интеграция с АИС МФЦ, Росреестром, 1С, системой «Инфоклиника».

### Робот-диагност
Разработанный на базе Promobot V4.0 робот, способный измерять давление и пульс, уровень сахара и кислорода в крови человека, для чего в него встроены тонометр, неинвазивный глюкометр и спирограф.

### Скорпион
Изначально «Скорпион» представлял собой робота-стража на гусеничной платформе, оснащённого оружием несмертельного действия и ловчей сетью. Им можно управлять удалённо — с помощью оператора, он передвигается по местности с помощью ультразвуковых датчиков и системы GPS/ГЛОНАСС, преодолевая такие препятствия, как лестницы и бордюры. В апреле 2020 года в связи с пандемией коронавируса COVID-19 «Скорпион» был переоснащён резервуаром с дезинфицирующей жидкостью и распылителем.
Дезинфектор на базе робота «Скорпион» может работать на улице и внутри помещений, обрабатывая поверхности в радиусе 10 метров. Он обладает высокой проходимостью и предусматривает два способа управления: автономное и дистанционное. Оператор может управлять одновременно 10-15 дезинфекторами.

## Дополнительная информация
Роботы Promobot имеют 7 профессиональных спецификаций (администратор, промоутер, консультант, гид, консьерж и другие) и владеют 11 языками. Например, робот Клиоша работает экскурсоводом в Музее современной истории, робот Алантим — заместителем заведующего кафедрой робототехники в Московском технологическом институте.
Первым роботом, которого приняли на официальную должность в институт (заместитель заведующего кафедрой робототехники) стал Алантим производства Promobot. Первым роботом - официальным сотрудником полицейского управления Абу-Даби также стал робот, производства Promobot.
С 2015 года компания совместно с Московским технологическим институтом выступает организатором национального чемпионата по спортивным боям роботов в России «Битва роботов».
Promobot является обладателем 20 патентов, среди которых: система распознавания речи, работающая оффлайн; система микрофонного массива (прибор, позволяющий роботу воспринимать речь в шумном помещении); датчики, работающие одновременно по инфракрасному и ультразвуковому принципу и другое.